# Christoph Eggers

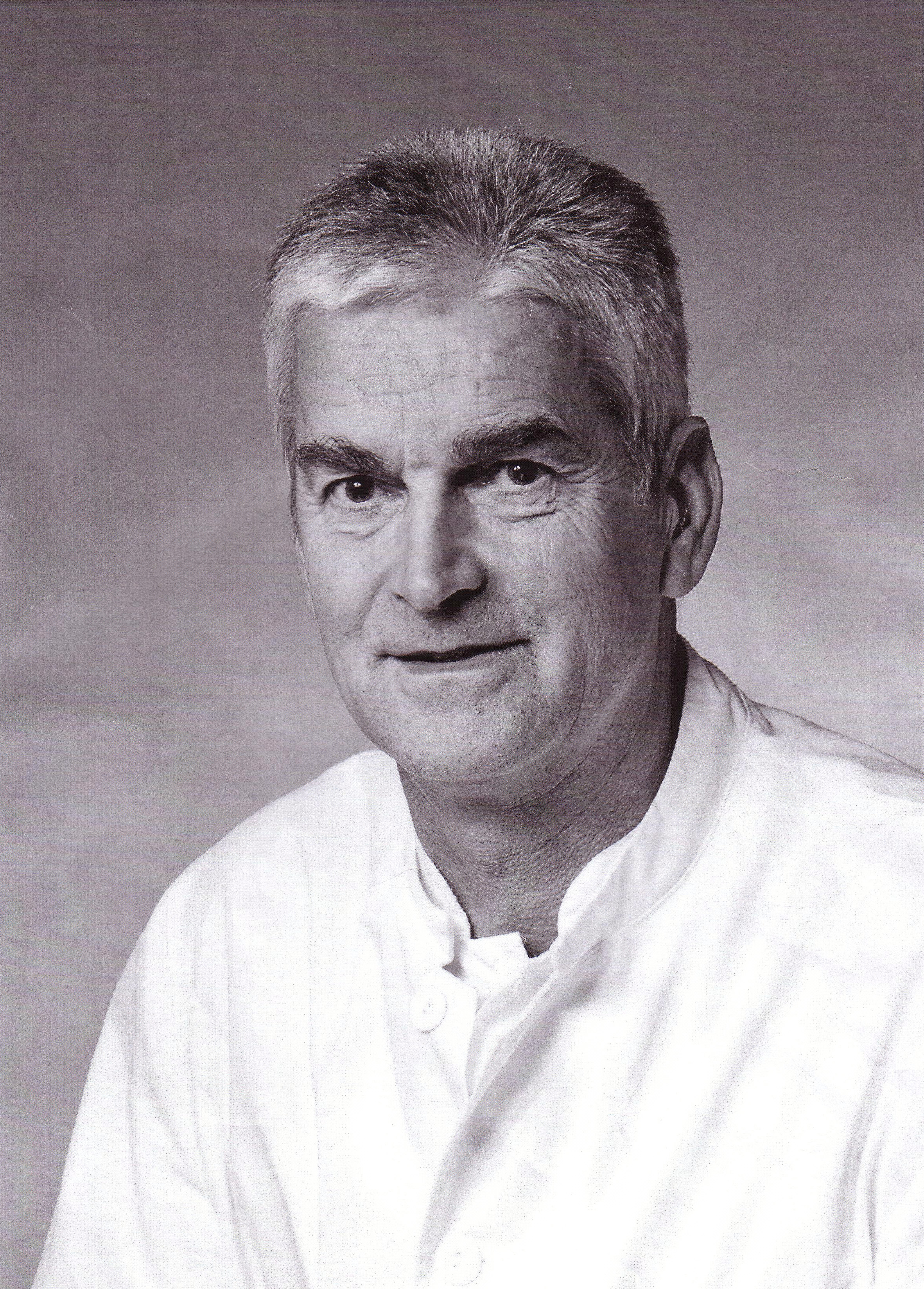
Christoph Eggers (2008)

Christoph Eggers (* 16. September 1943 in Schwerin) ist ein deutscher Chirurg.

## Leben
In Schwerin aufgewachsen, durfte Eggers in der DDR aus politischen Gründen kein Abitur machen. Deshalb wurde er zunächst Betonbaufacharbeiter und machte nebenher das Abitur. Immer die Medizin im Blick, arbeitete er als Hilfspfleger im Operationssaal des Krankenhauses Treuenbrietzen, Bezirk Potsdam. Die Klinik delegierte ihn schließlich zum Studium an die Charité. Nach der Approbation als Arzt floh er 1971 mit falschem Reisepass in die Bundesrepublik Deutschland. Er kam nach Hamburg und arbeitete als Assistenzarzt in der Pathologie und in der Anästhesiologie des  Allgemeinen Krankenhauses St. Georg. Er wurde 1973 mit der Dissertation Tierexperimentelle Untersuchungen über das Herz-Kreislaufverhalten nach Anwendung von monomerem Methylmethacrylat an der Universität Hamburg promoviert. 1973 begann er seine chirurgische Ausbildung unter Hans-Wilhelm Buchholz im AK St. Georg. 1976 wechselte er im Rahmen seiner  allgemeinchirurgischen Weiterbildung an das Hamburger Albertinen-Krankenhaus. 1979 kehrte er als Facharzt für Chirurgie/Unfallchirurgie zum AK St. Georg zurück. 1981 schickte ihn Dietmar Wolter für ein Forschungsprojekt zur  Knochentransplantation nach Davos. Für seine Laborarbeiten in Experimenteller Chirurgie unter Stephan Perren wurde er mit dem Preis der Arbeitsgemeinschaft für Osteosynthesefragen ausgezeichnet. Die Arbeit war auch Grundlage seiner Habilitation an der Universität Hamburg.
1982 absolvierte Eggers seine  neurochirurgische Weiterbildung und wurde Oberarzt in der Abteilung für Unfall-, Wiederherstellungs- und Handchirurgie des AK St. Georg unter Dietmar Wolter, dessen Nachfolger er 1989 wurde. 1992 wurde er von der Universität Hamburg zum außerplanmäßigen Professor ernannt. In den folgenden Jahren ergänzte er die Unfallchirurgie und die Hand- und Plastische Chirurgie um Sektionen für Neurochirurgie, Viszeralchirurgie und Orthopädie (2007). Unter seiner Gesamtverantwortung arbeiteten einschlägig erfahrene Sektionsleiter. Am 2. Mai 2005 wurde Eggers als nebenamtlicher Ärztlicher Direktor der Asklepios Klinik St. Georg bestellt.
Am 1. Oktober 2008 wurde er pensioniert. Sein Nachfolger wurde Armin Schildhauer, der schon vor Dienstantritt mit einem  Ruf an die Universität Graz rechnen konnte. Als er ihn erhielt und nach wenigen Monaten Hamburg-St. Georg verließ, wurde Eggers um die kommissarische Klinikleitung gebeten. Das tat er bis zum Sommer 2010. Seither ist er  Gründungsrektor der MSH Medical School Hamburg.
Eggers engagiert sich in der Vereinigung Nordwestdeutscher Chirurgen, der  Deutschen Gesellschaft für Unfallchirurgie, der  Deutschen Wirbelsäulengesellschaft und der Arbeitsgemeinschaft Winkelstabile Osteosynthese (awiso).
Seiner Heimatstadt Schwerin ist Eggers immer verbunden geblieben. Er segelt oft auf dem Schweriner See.

## Ehrungen
- AO-Preis
- Ehrenmitglied der Vereinigung Nordwestdeutscher Chirurgen (2011)[3]